# 勐马镇
勐马镇（佤语：geng ma:1102），是中华人民共和国云南省普洱市孟连傣族拉祜族佤族自治县下辖的一个乡镇级行政单位。
西面與南面鄰緬甸佤邦，北鄰公信、富岩、孟連，東鄰瀾滄拉祜族自治縣。

## 行政区划
勐马镇下辖以下地区：
勐马村、怕亮村、芒海村、贺安村、勐阿村、双相村、腊福村和东乃村。